# Blennidus planatus
Blennidus planatus là một loài bọ chân chạy thuộc phân họ Pterostichinae. Loài này được Straneo mô tả năm 1972.